# Tuva Novotny
Tuva Moa Matilda Karolina Novotny Hedström, född 21 december 1979 i Matteus församling i Stockholm, är en svensk skådespelare, sångerska, regissör och manusförfattare. Hon är dotter till tjeckiskfödde regissören David Novotný och skådespelaren samt skulptören Barbro Hedström.

## Biografi
Tuva Novotny föddes i Stockholm men växte upp som näst äldst av fem syskon i Åmot i Brunskogs socken i Värmland. Under barndomsåren spelade Novotny teater och dansade klassisk balett. I sin tidiga ungdom spelade hon i olika musikband. Hon flyttade tillbaka till Stockholm där hon bland annat spelade på Vår teater och gick teaterlinjen med musikinriktning vid S:t Eriks gymnasium. Senare flyttade hon tillfälligt till Tjeckien för att vidareutbilda sig inom skådespeleri, men avbröt studierna.
TV-karriären inleddes med roller i Sveriges Televisions ungdomsprogram Bullens brevfilmsinslag. Hon fick sitt genombrott som Nora Strandberg i TV4-såpan Skilda världar (1996–2000). 1997 filmdebuterade hon som Jeanette i Daniel Alfredsons långfilm Tic Tac. År 2000 utnämndes hon till Sveriges sexigaste kvinna av modetidningen Café.
På 2000-talet har hon medverkat i flera internationella filmer och TV-serier i bland annat Danmark, Storbritannien, Tjeckien, Nya Zeeland, Norge, Nederländerna, Japan och Sverige. I flera av filmerna gestaltar hon en destruktiv, psykotisk eller bräcklig rollfigur. Hon har också spelat teater, bland annat 2003 med stor framgång i Limbo på Stockholms stadsteater. Hon har medverkat i amerikanska storfilmer som Lyckan, kärleken och meningen med livet (2010) och Annihilation (2018). 2013 gestaltade hon Puck Ekstedt i sex fristående filmatiseringar av Maria Langs deckarromaner. I filmen Borg (2017) gestaltar hon Björn Borgs första hustru, tennisspelaren Mariana Simionescu.
Sedan 2003 är hon bosatt i Köpenhamn med sin familj. Hon säger sig gärna dra sig undan det ytligare "kändislivet" och är inspirerad av filosofi och existentialismen med författare som Albert Camus.  Den 23 november 2004 utnämndes hon av prins Joachim av Danmark till en av fyra svenska H.C. Andersen-ambassadörer för att fira författarens 200-årsdag år 2005. Sommaren 2006 var hon en av sommarvärdarna i Sveriges Radio P1.         
Novotny har arbetat mycket i Norge. Där regidebuterade hon 2010 i några avsnitt av den internationellt framgångsrika tv-serien Dag (där hon även spelade en av huvudrollerna) samt avsnitt av Lilyhammer.  Hon har under flera år skrivit manus till film och tv.         
Hennes debut som långfilmsregissör kom 2018 med norska Blind Spot, och hennes svenska regidebut blev 2019 med Britt-Marie var här, baserad på Fredrik Backmans roman Britt-Marie var här.

### Familj
Tuva Novotny har en relation med Alexander Skarsgård och de har ett barn tillsammans fött 2022. Tuva Novotny har ytterligare två barn tillsammans med sin tidigare partner, Nicolai Bjerrum.

## Filmografi

### Skådespelare
- 1996 – Bullen (TV-serie)
- 1996–1999 – Skilda världar (TV-serie)
- 1997 – Tic Tac
- 1998 – Ernst Billgrens Kontakt
- 2000 – Sleepwalker
- 2000 – Jalla! Jalla!
- 2000 – Naken
- 2000 – Herr von Hancken (TV-serie)
- 2001 – Anja
- 2002 – Den osynlige
- 2003 – Norrmalmstorg (TV-film)
- 2003 – Midsommar
- 2003 – Smala Sussie
- 2003 – Kommer du med mig då
- 2004 – Gustaf (dubbning)
- 2004 – Stratosphere Girl
- 2004 – Danslärarens återkomst (TV-serie)
- 2004 – Dag och natt
- 2004 – I väntan på regn
- 2004 – Familien Gregersen
- 2005 – Unge Andersen
- 2005 – Flyd mine tårer
- 2005 – Blízko nebe
- 2005 – Fyra veckor i juni
- 2005 – Stoned
- 2005 – Bang bang orangutang
- 2006 – Fiji Drive no. 2
- 2006 – Swimming
- 2006 – Små mirakel och stora
- 2006 – Snapphanar (TV-serie)
- 2007 – Den svarta madonnan
- 2008 – Kandidaten
- 2008 – Irene Huss – Guldkalven
- 2008 – Kommissarien och havet - Den inre kretsen (TV-serie)
- 2009 – Original
- 2009 – 183 dagar (TV-serie)
- 2009 – Possession
- 2009 – Bröllopsfotografen
- 2009 – Simon och Malou
- 2010 – Med lukkede øjne
- 2010 – Lyckan, kärleken och meningen med livet
- 2010 – För kärleken
- 2010 – Bröderna Karlsson
- 2010 – Sandheden om mænd
- 2010 – Ett tyst barn
- 2010–2013 – Dag (TV-serie)
- 2011 – Anonym identitet
- 2011 – ID A
- 2012 – Fuck Up
- 2012 – The Spiral (TV-serie)
- 2012 – Mammas pojkar
- 2013 – Mördaren ljuger inte ensam (även TV-film)
- 2013 – Kung Liljekonvalje av dungen (TV-film)
- 2013 – Inte flera mord (TV-film)
- 2013 – Rosor, kyssar och döden (TV-film)
- 2013 – Farliga drömmar (TV-film)
- 2013 – Tragedi på en lantkyrkogård (TV-film)
- 2013 – Kødkataloget (TV-serie)
- 2014 – Resan till Fjäderkungens rike (Röst)
- 2014 – Kapten Sabeltand och skatten i Lama Rama
- 2014 – Afvej
- 2015 – Kriget
- 2016 – Rosemari
- 2016 – Nobel (TV-serie)
- 2016 – Kungens val
- 2017 – Borg
- 2018 – Annihilation
- 2021 – Bonusfamiljen (TV-serie, säsong 4)
- 2023 – Avgrunden
- 2024 – Allt och Eva (TV-serie)
- 2024 – Super-Charlie
- 2026 – Grannfejden

### Regissör
- 2018 – Blind Spot
- 2019 – Britt-Marie var här
- 2022 – Diorama

## Teater (ej komplett)

### Roller
| År   | Roll | Produktion            | Regi            | Teater                 |
| ---- | ---- | --------------------- | --------------- | ---------------------- |
| 2003 | Kim  | Limbo Margareta Garpe | Margareta Garpe | Stockholms stadsteater |

## Musik
- 2003 – Newfound Lover, från albumet till filmen Smala Sussie